# Beurangong
Beurangong is een bestuurslaag in het regentschap Aceh Besar van de provincie Atjeh, Indonesië. Beurangong telt 353 inwoners (volkstelling 2010).